# リンダ・クリード
リンダ・クリード（Linda Creed、結婚後はリンダ・エプスタイン、Linda Epstein、1948年12月6日 - 1986年4月10日）は、アメリカの作詞家、シンガーソングライター。
作曲家で音楽プロデューサーのトム・ベルとチームを組み、1970年代に最も成功したフィラデルフィア・ソウルのグループの曲を作った。 

## 概要
彼女はフィラデルフィアに生まれ、市内のマウントエアリー地区で育つ。1970年にダスティ・スプリングフィールドが、彼女の歌「Free Girl」を録音し、音楽業界に入った。
同年、ギャンブル&ハフの会社、フィラデルフィア・インターナショナル・レコードのトム・ベルと組み、「Stop, Look, Listen (To Your Heart)」を書き、スタイリスティックスがポップ・チャートでトップ40に押し上げた。その後もスタイリスティックスに提供した「ユー・アー・エヴリシング」、「ゴーリー・ワウ」、「誓い」などが歴史的成功を収める。
2人はスピナーズの「Ghetto Child」、「I'm Coming Home」、「Living a Little, Laughing a Little」、「The Rubberband Man」なども書いてヒットした。彼女は同郷の女性歌手フィリス・ハイマンとも多く共作し、「Old Friend」が有名。

## 経歴
1974年、26歳のときに乳がんと診断されたにもかかわらず、音楽活動を続け、作曲家マイケル・マッサーと「Greatest Love of All」を書き、1977年のモハメド・アリの伝記映画『アリ/ザ・グレーテスト』の主題歌（歌唱：ジョージ・ベンソン）となった。
1986年春、ホイットニー・ヒューストンがデビュー・アルバム『そよ風の贈りもの』で同曲をカバーし複数のチャートでトップになった。ヒューストンは、歌手である母親シシー・ヒューストンから、同曲が「歌うのが最も難しい曲」であり、「これが歌えたら一人前」と応援されていた。
1986年4月10日死去。37歳。ヒューストンのカバー・バージョンが1位になる数週間前のことであった。
翌1987年、遺族や友人たちが「リンダ・クリード乳がん基金」（Linda Creed Breast Cancer Foundation）を設立した。
1992年にソングライターの殿堂入り。

## 代表曲
- "The Greatest Love of All" – ジョージ・ベンソン、後にホイットニー・ヒューストンがカバー
- "Stop, Look, Listen (To Your Heart)" – スタイリスティックス、後にマーヴィン・ゲイとダイアナ・ロスがデュエット
- 「ユー・アー・エヴリシング」 - "You Are Everything" – スタイリスティックス、後にマーヴィン・ゲイとダイアナ・ロスがデュエット
- 「ゴーリー・ワウ」 - "Betcha by Golly, Wow" – Connie Stevensが"Keep Growing Strong"のタイトルで、後にスタイリスティックス、フィリス・ハイマン、プリンスが歌った。
- "People Make the World Go Round" – スタイリスティックス、マイケル・ジャクソン
- "I'm Stone in Love with You" – スタイリスティックス
- "Break Up to Make Up" – スタイリスティックス
- "Rockin' Roll Baby" – スタイリスティックス
- 「誓い」 - "You Make Me Feel Brand New" – スタイリスティックス、ベイビーフェイス
- "Ghetto Child" – スピナーズ
- "I'm Coming Home" – ジョニー・マティス、スピナーズ
- "Life Is a Song Worth Singing" – ジョニー・マティス、テディ・ペンダーグラス
- "Living a Little, Laughing a Little" – スピナーズ
- "The Rubberband Man" – スピナーズ
- "Old Friend" – フィリス・ハイマン
- "Half Crazy" – ジョニー・ギル
- "Hold Me" – テディ・ペンダーグラスとホイットニー・ヒューストンのデュエット